# Senile Plaques

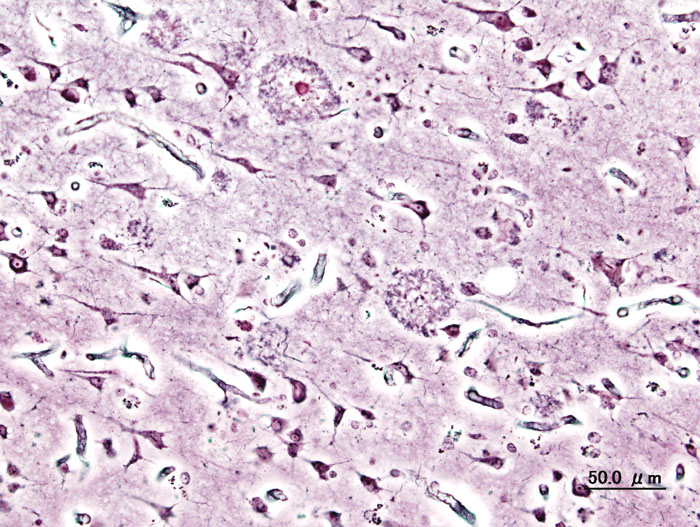
Senile Plaques (Silberimprägnation)

Senile Plaques (syn. neuritische Plaques, senile Drusen, Hirndrusen) sind extrazelluläre Ablagerungen von Beta-Amyloid in der grauen Hirnsubstanz. Die Ablagerungen sind vergesellschaftet mit degenerativen nervalen Strukturen und vermehrtem Auftreten von Zellen (Mikroglia, Astrozyten). Bei der Alzheimerschen Erkrankung kommen sie in großer Dichte vor.

## Nachweis
Üblicherweise werden die senilen Plaques durch Lichtmikroskopie nach Versilberung, Färbung mit Kongorot, Thioflavin, Kresylviolett, PAS-Reaktion, durch Fluoreszenz- und Immunfluoreszenzmikroskopie nachgewiesen.

## Vorkommen
Senile Plaques finden sich sowohl in menschlichen als auch tierischen Gehirnen (u. a. Säugetiere, Vögel). Künstlich konnte durch Einschleusung menschlicher Gene ein Mäusestamm (transgen) geschaffen werden, der das Vorläuferprotein der Aβ-Peptide bildet und Plaques entwickelt. Das Vorkommen beim Menschen ohne dementielle Symptome kann für klinisch noch nicht manifeste, kompensierte Frühstadien eines krankhaften Prozesses sprechen. Eine geringe Zahl von senilen Plaques tritt jedoch auch im physiologischen Prozess des Alterns auf. Jenseits des Alters von 60 Jahren (ca. 10 %) nimmt der Anteil der Betroffenen bis etwa zum 80. Lebensjahr (ca. 60 %) annähernd linear zu. Frauen sind etwas häufiger als Männer betroffen. Besonders oft treten die Plaques im Mandelkern und in den Windungstälern der Großhirnrinde auf.

## Geschichte
Paul Oscar Blocq und Gheorghe Marinescu beschrieben 1892 Plaques in der grauen Hirnsubstanz. Auf Grund der mikroskopischen Ähnlichkeit mit Actinomyces-Drusen wurden die Plaques Anfang des 20. Jahrhunderts von O. Fischer als drusige Nekrosen bezeichnet. Das Auftreten von Plaques im Zusammenhang mit Demenz wurde von Alois Alzheimer 1906 beschrieben. Bielschowsky vermutete bereits 1911 Amyloid-Ablagerungen als bedeutsam für deren Entstehung. Schon seit Beginn des 20. Jahrhunderts wurden Beziehungen zwischen der Alzheimerschen Erkrankung, dem Vorkommen von senilen Plaques, Fibrillenveränderungen und angiopathischen Veränderungen hergestellt. Wisniewski nannte die Ablagerungen 1973 „neuritic plaques“. Ebenfalls in den 1970er Jahren entstanden Hypothesen über immunologische und genetische Faktoren bei der Plaquebildung (Katenkamp, Op den Velde und Stam). Aufwendige statistische Untersuchungen aus dieser Zeit stammen von J.A.N. Corsellis und M. Franke. Franke wies nach, dass ab einer Plaque-Dichte von über 200/mm³ Frontalhirnrinde ein demenzverursachender Krankheitsprozess wahrscheinlich ist. Er stützt auch die Hypothese, dass hormonelle Faktoren für die Plaqueentstehung eine Bedeutung haben (Frauen mit Tumoren haben eine verminderte Plaquebildung). Erst Ende des 20. Jahrhunderts waren die wesentlichen Bestandteile der Plaques weitgehend erforscht (z. B. wurden 1985 die Aβ-Peptide biochemisch identifiziert), noch sind aber viele Fragen der Bildung und Bedeutung, sowie vor allem die Fragen der Möglichkeiten der Beeinflussung dieser Prozesse offen.

## Entstehung und Beschreibung
Die Plaques haben unterschiedliche Form und Größe (durchschnittlich 50 µm). Entsprechend ihrem variablen Erscheinungsbild und der Zusammensetzung lassen sich die senilen Plaques weiter differenzieren.
Das Amyloid der Senilen Plaques entsteht durch Ablagerung von Aβ-Peptiden (39 bis hauptsächlich 42 Aminosäuren). Diese Polypeptide neigen zur Aggregation und sind in entsprechender Konzentration neurotoxisch. Die Aggregatbildung im Hirngewebe scheint das Ergebnis eines jahrelangen Wechselspiels von Ablagerungs- und Abbauvorgängen zu sein. Warum die Ablagerung im Gehirn und nicht auch in anderen Organen trotz Vorkommens der Peptide im gesamten Organismus stattfindet, ist ungeklärt. In der Laser-Scanning-Mikroskopie wird die dreidimensionale Struktur der Plaques mit einem porösen Kern und mit einer zur Peripherie an Dichte abnehmenden Hülle beschrieben. In bestimmten Fällen, insbesondere bei jüngeren Patienten (z. B. bei Trisomie 21 / Down-Syndrom), hat die Bildung einen genetischen Hintergrund (z. B. fehlerhafte Codierung des Amyloid-Vorläuferproteins APP durch Punktmutation auf dem Chromosom 21, fehlerhafte Codierung der Sekretasen Presenilin 1 und 2 auf dem Chromosom 14 und dem Chromosom 1). Als ein genetischer Risikofaktor wird das Epsilon-4-Allel des Apolipoprotein E angesehen. Kommt es zu Störungen im Abbau des APP, werden die Aβ-Peptide in Gefäßen oder auch in Form von Plaques abgelagert. Für die Plaquebildung spielen aber weitere, z. T. noch unbekannte Faktoren, wahrscheinlich auch hormonelle, immunologische, entzündliche Prozesse, Erkrankungen des Fett- und Zuckerstoffwechsels eine Rolle.
In einer neuen Studie konnte gezeigt werden, dass Beta-Amyloid auch nach einem schweren Schädelhirntrauma im Gehirn abgelagert wird. Von den Ablagerungen ist interessanterweise nicht primär die Läsion betroffen, sondern andere Bereiche des Gehirns, vor allem das Striatum. Dort befinden sich auch bei Morbus Alzheimer häufig Veränderungen. Eine Verbindung zwischen einem schweren Schädelhirntrauma und einer späteren Demenz konnte jedoch noch nicht bewiesen werden.

## Bedeutung
Die senilen Plaques sind neben pathologischen Neurofibrillen, Neuropilfäden und vakuolärer Degeneration, hirnatrophischen Veränderungen mit Hydrocephalus e vacuo wichtige Kriterien des neuropathologisch-histologischen postmortalen Nachweises der Alzheimerschen Erkrankung. Das Entstehen und das Verteilungsmuster von Neurofibrillen und Neuropilfäden folgt einer gewissen Gesetzmäßigkeit (Braak und Braak) und ermöglicht eine Stadieneinteilung. Zusammen mit dem Auftreten vieler seniler Plaques ist die Diagnose einer Alzheimerschen Erkrankung mit großer Wahrscheinlichkeit zu stellen. Theoretisch wären damit die Grundlagen für eine hirnbioptische Untersuchung gelegt, aber der Eingriff ist bei noch unbefriedigenden Therapiemöglichkeiten und diagnostischen Alternativen wie der Positronen-Emissions-Tomographie nicht gerechtfertigt.